# Stridentisme
 (septembre 2021).
La mise en forme du texte ne suit pas les recommandations de Wikipédia : il faut le « wikifier ».
Les points d'amélioration suivants sont les cas les plus fréquents :
- Les titres sont pré-formatés par le logiciel. Ils ne sont ni en capitales, ni en gras.
- Le texte ne doit pas être écrit en capitales (les noms de famille non plus), ni en gras, ni en italique, ni en « petit »…
- Le gras n'est utilisé que pour surligner le titre de l'article dans l'introduction, une seule fois.
- L'italique est rarement utilisé : mots en langue étrangère, titres d'œuvres, noms de bateaux, etc.
- Les citations ne sont pas en italique mais en corps de texte normal. Elles sont entourées par des guillemets français : « et ».
- Les listes à puces sont à éviter, des paragraphes rédigés étant largement préférés. Les tableaux sont à réserver à la présentation de données structurées (résultats, etc.).
- Les appels de note de bas de page (petits chiffres en exposant, introduits par l'outil «  Source ») sont à placer entre la fin de phrase et le point final[comme ça].
- Les liens internes (vers d'autres articles de Wikipédia) sont à choisir avec parcimonie. Créez des liens vers des articles approfondissant le sujet. Les termes génériques sans rapport avec le sujet sont à éviter, ainsi que les répétitions de liens vers un même terme.
- Les liens externes sont à placer uniquement dans une section « Liens externes », à la fin de l'article. Ces liens sont à choisir avec parcimonie suivant les règles définies. Si un lien sert de source à l'article, son insertion dans le texte est à faire par les notes de bas de page.
- La présentation des références doit suivre les conventions bibliographiques. Il est recommandé d'utiliser les modèles {{Ouvrage}}, {{Chapitre}}, {{Article}}, {{Lien web}} et/ou {{Bibliographie}}. Le mode d'édition visuel peut mettre en forme automatiquement les références.
- Insérer une infobox (cadre d'informations à droite) n'est pas obligatoire pour parachever la mise en page.

Pour une aide détaillée, merci de consulter Aide:Wikification.
Si vous pensez que ces points ont été résolus, vous pouvez retirer ce bandeau et améliorer la mise en forme d'un autre article.
Le stridentisme est un mouvement artistique mexicain d'avant-garde interdisciplinaire composé de poètes, d'écrivains, de musiciens et de peintres, fondé à Mexico par le poète Manuel Maples Arce le 31 décembre 1921 à Xalapa, avec le lancement du manifeste Actual nº1 par le poète Manuel Maples Arce. Le mouvement est appelé "stridentisme" à cause du grand bruit qu'il a suscité dans l'opinion publique des années 1920. Le stridentisme - estridentismo en espagnol - n'a guère duré qu'une douzaine d'années.
À cette personnalité artistique, se sont agrégés Arqueles Vela, Germán List Arzubide, Salvador Gallardo, Germán Cueto, Fernando Leal, Fermín Revueltas, Ramón Alva de la Canal, Luis Quintanilla et Leopoldo Méndez, qui ont constitué le groupe stridentiste, proprement dit.
De plus, un groupe d'artistes ont été liés dans diverses circonstances au mouvement et qui peuvent être considérés, à différents degrés, stridentistes : Jean Charlot, Tina Modotti, Gastón Dinner, Armando Zegrí, Humberto Rivas Panedas, Luis Ordaz Rocha, Xavier Icaza, Diego Rivera, Silvestre et Fermín Revueltas.
En 1925, les principaux stridentistes s'établissent à Xalapa (qui sera rebaptisé et nommée dans leurs œuvres Estridentópolis) où ils réalisent un colossal travail éditorial, culturel et éducatif, collaborant à la fondation de l'Université de Veracruz sous les auspices du gouverneur de Veracruz Heriberto Jara, jusqu'à ce qu'il soit destitué par le gouvernement fédéral, en raison de son appui à la défense des droits des ouvriers face aux compagnies pétrolières américaines et britanniques autour du sujet de l'exploitation pétrolière. Privé de son protecteur, le groupe stridentiste est dissous en 1927. De nombreuses personnalités stridentistes ont poursuivi des carrières individuelles dans les années 1980 et les années 1990.
Les stridentistes se sont approprié les expressions de la culture populaire de Mexico dans les années 1920 et ont assimilé les influences des avant-gardes comme le futurisme, le cubisme et le dadaïsme. Son éclectisme a permis une symbiose originale entre toutes les tendances de l'avant-garde, en plus de développer une dimension sociale dérivée de la révolution mexicaine.
Les peintres du mouvement - Fermin Revueltas, Leopoldo Mendez, Ramon Alval de La Canal... -, à l'instar des futuristes italiens, réclament vitesse, couleurs éclatantes, cosmopolitisme et machinisme. Ils entendent conjuguer spécificité locale et avant-garde universelle dans leurs œuvres qui témoignent de cette tension entre tradition et modernité.

## Chronologie
- 1921 : le 31 décembre le poète Manuel Maples Arce lance le manifeste Actual n°1. Feuille de l'avant-garde. Comprimido estridentista de Manuel Maples Arce dans la ville de Mexico.

- 1923 : Maples Arce et List Arzubide rédigent et lancent le second manifeste dans la ville de Puebla, le 31 décembre.

- 1924 : le 12 avril la première exposition stridentiste a lieu au « Café de personne », mêlant littérature, musique et arts plastiques à laquelle assistent les artistes avant-gardistes de diverses parties du monde.

- 1925 : la police prend d'assaut le « Café de personne. Une partie du noyau stridentiste émigre à Xalapa, d'autres partent principalement à Paris, à New-York ou restent au Mexique.Dans la ville de Zacatecas est lancé le manifeste stridentiste n°3.

- 1926 : Le Congrès National des étudiants, réuni dans la ville Victoria, accueille le mouvement stridentiste et son Manifeste n°4. Chubasco estridentista le dernier du mouvement.

- 1927 : Avec la chute du gouverneur Heriberto Jara, les stridentistes se voient obligés d'abandonner Veracruz. Le groupe se désagrège.

- 1929-1930 : Un groupe de stridentistes se rencontre à Paris et participe aux activités du groupe Cercle et Carré.

- 1930 : Leopoldo Mendez et German List Arzubide voyagent aux États-Unis.

- 1932 : German Cueto et Arqueles Vela retournent dans la ville de Mexico depuis Paris.

- 1936 : les participants du noyau stridentiste réalisent une œuvre dédiée aux troupes républicaines dans la Guerre civile espagnole. La même année, ils réalisent des actions revendicatives sur les propositions théâtrales pédagogiques d'Antonin Artaud qui débat au Congrès sur le thème.

## Artistes
Des artistes interdisciplinaires et d'autres qui intervenaient dans un seul domaine artistique ont animé ce courant.
Les artistes multidisciplinaires sont Germán Cueto, Luis Quintanilla, Jean Charlot, Gaston Dinner et Luis Ordaz Rocha.
Les poètes sont Manuel Maples Arce, Germán List Arzubide, Salvador Gallardo et Humberto Rivas.
Les prosateurs et journalistes sont Arqueles Vela, Carlos Noriega Hope, Xavier Icaza, Luis Marín Loya, Febronio Ortega et Armando Zegrí.
Les artistes visuels sont Ramón Alva de la Canal, Leopoldo Méndez, Fermín Revueltas, Jean Charlot, Fernando Leal, Guillermo Ruiz, Emilio Amero.
Les photographes sont Tina Modotti et Edward Weston.
Les musiciens sont Silvestre Revueltas, Ángel Salas.

## Diffusion
Des mouvements locaux ont adhéré au stridentisme.
Le groupe stridentiste de la ville de Mexico comptait entre autres le fondateur Manuel Maples Arce et Arqueles Vela. Depuis Puebla, German List Arzubide, Miguel Aguillón Guzmán et Salvador Gallardo y ont édité les revues Ser, Vincit y Azulejos.
Le groupe stridentiste de Veracruz est quasiment identique au précédent à la suite de leur émigration, avec des personnes supplémentaires comme Enrique Barreiro Tablada, Mario Ronzón Rivera et José Luis Díaz Castillas. La revue Horizonte est éditée. Germán List Arzubide et Leopoldo Méndez lancent la revue Norte.
Le groupe stridentiste du Guatemala, qui est à l'origine de la publication de la revue Etcétera, comptait dans ses rangs Davis Vela (frère de Arqueles Vela) et Miguel Angel Asturias entre autres.
Le café de Personne a été le premier lieu de réunion des stridentistes (dans l'avenue Jalisco, aujourd'hui Alvaro Obregón, dans la Colonia Roma de la ville de Mexico, où a été réalisée une exposition collective de peintures, de gravures et de dessins et une interprétation de la musique stridentiste.
La revue "Horizontes" dirigée par List Arzubide, fait intervenir des artistes de la dimension de José Clemente Orozco et Rufino Tamayo.

## Répercussion
Depuis les années 1920, de multiples artistes, groupes et mouvements sont influencés par le stridentisme. À partir des années 1930, des écrivains et des poètes avec un accent social se sont inspirés des expériences stridentistes. L'influence stridentiste avec son esthétique et ses postures politiques est visible de nos jours.
Parmi tous les groupes qui peuvent se considérer comme les héritiers du stridentisme, on peut inclure suuAuuu y Motor. À la fin des années 1980 du vingtième siècle, un groupe de rock de la ville de Mexico “Café de Nadie”(Café de Personne) combinait des textes stridentistes et de la musique rock.
On trouve de nombreuses références au mouvement stridentiste dans le roman de Roberto Bolaño, "Les détectives sauvages"(1998)